# Ludwik II de Bourbon-Condé
Ludwik de Bourbon-Condé, zwany Wielkim Kondeuszem (ur. 8 września 1621 w Paryżu, zm. 11 grudnia 1686 w Fontainebleau) – książę de Condé, diuk Burbonii, d'Enghien (Duc d’Enghien), de Châteauroux, de Montmorency, d'Albret, de Bellagarde i de Fronsac, pierwszy książę krwi, marszałek Francji, wybitny dowódca wojskowy. Nazywano go Monsieur le Prince.

## Młodość i życie rodzinne
Ludwik II Kondeusz był synem Henryka II, księcia de Condé, i Karoliny Małgorzaty de Montmorency. Jego młodszym bratem był Armand, późniejszy książę de Conti. Jako chłopiec pobierał nauki w kolegium jezuitów w Bourges, a w wieku 17 lat rządził pod nieobecność ojca księstwem Burgundii. Jako młodzieniec brał też udział w kilku kampaniach wojennych na północy Francji w latach 1640 i 1641.
W wieku 20 lat młody Kondeusz, książę d’Enghien (tytuł, który przysługiwał mu za życia jego ojca), zmuszony został do poślubienia trzynastoletniej siostrzenicy kardynała Richelieu – Claire-Clémence de Maillé, księżnej de Fronsac i de Caumont. Była ona córką marszałka Francji Urbaina de Maillé i Nicole du Plessis-Richelieu. Mieli oni syna Henryka Juliusza. Według planów Henryka II związek ten miał zyskać przychylność kardynała, przed którym drżała Francja. To wymuszone małżeństwo nie było szczęśliwe, Kondeusz wielokrotnie zdradzał żonę (było to zresztą zgodne z duchem czasów w sferze arystokratycznej), a na kilka lat przed swoją śmiercią oddalił ją od siebie pod zarzutem zdrady z jej strony.
Podczas spisku markiza Cinq-Marsa w roku 1642, Kondeusz znajdował się po stronie Richelieu. Jesienią tego samego roku brał udział w oblężeniu Perpignan.

## Od Rocroi do Dunkierki
W roku 1643 Kondeusz został wyznaczony dowódcą wojsk francuskich walczących na północy Francji z Hiszpanami. Walki te, podobnie jak poprzednie, w których Kondeusz brał udział, były częścią ostatniego etapu wojny trzydziestoletniej, w której katolicka Francja walczyła po stronie protestantów przeciw katolickiemu cesarzowi. 19 maja 1643 roku w bitwie pod Rocroi dowodzona przez niego armia pokonała złożoną z weteranów i kierowaną przez doświadczonych generałów armię hiszpańską. Zwycięstwo to przesądziło o końcu hiszpańskiej dominacji w Europie, a jednocześnie zapoczątkowało okres długotrwałej przewagi francuskiej. Decydujący o wyniku bitwy manewr oskrzydlający prowadzony osobiście przez Kondeusza postawił go w jednym szeregu z największymi wodzami historii, a późniejsza błyskotliwa kampania potwierdziła jego wartość jako dowódcy. Kondeusz wrócił do Paryża jako triumfator.
Rok później Kondeusz wyruszył na pomoc armii marszałka Turenne’a, uwikłanej w ciężkie walki w Niemczech i objął główne dowództwo nad połączonymi siłami. W trzydniowej bitwie pod Fryburgiem toczonej w dniach 3, 5 i 9 sierpnia 1644 Francuzom udało się przełamać opór armii bawarskiej i wojsk cesarskich i zająć Fryburg. Po tym zwycięstwie, podobnie jak po Rocroi, wiele miast katolickich skapitulowało przed wojskami Kondeusza.
Kolejna kampania w Niemczech w roku 1645 rozpoczęła się od porażki marszałka Turenne’a, ale zakończyła się krwawym zwycięstwem pod Nördlingen, w której zginął ostatni z liczących się dowódców wojsk cesarskich Mercy, a sam Kondeusz odniósł kilkanaście ran. Następujące po tym zdobycie Philippsburga było ukoronowaniem jego działalności w tej kampanii.
W roku 1646 Kondeusz służył we Flandrii pod rozkazami księcia Orleanu, a następnie po zdobyciu Mardycku przejął po nim komendę i 11 października zajął Dunkierkę.

## Fronda
26 grudnia 1646 roku zmarł Henryk II Burbon, książę de Condé. Tytuł i związane z nim uprawnienia przeszły na Ludwika II, co zaniepokoiło sprawującą w imieniu małoletniego Ludwika XIV władzę królową Annę Austriaczkę i jej ministra kardynała Mazariniego. Niepokój zwiększały wielka popularność Kondeusza oraz fakt, że w zasięgu jego wpływów znalazł się wielki obszar królestwa: Kondeusz rządził Burgundią, księstwem Berry i marchią Lotaryngii; jego brat Armand kontrolował Szampanię, a szwagier, książę de Longueville, Normandię.
Reakcja Mazariniego była typowa dla tego polityka – wysłał Kondeusza ze źle wyekwipowanym wojskiem do Katalonii, nakazując mu oblegać Lleidę. Nie mogąc nic zdziałać, Kondeusz wrócił upokorzony do Paryża.
Rok później podczas wojny w Niderlandach gwiazda Kondeusza rozbłysła na nowo – 19 sierpnia 1648 roku w bitwie pod Lens wojska Kondeusza po raz kolejny pokonały Hiszpanów. Była to ostatnia większa bitwa wojny trzydziestoletniej, a zwycięstwo ugruntowało sławę Kondeusza.
Wkrótce po tym Kondeusz został wezwany do Paryża przez królową, która powierzyła mu zadanie stłumienia rozruchów do jakich doszło w mieście podczas frondy. Mimo niewielkich sił jakimi dysponował, po kilku drobnych potyczkach i odcięciu dostaw żywności do otoczonego Paryża szala przechyliła się na korzyść monarchii i 20 marca 1649 roku podpisano układ w Rueil, który przyznawał pewne ulgi paryżanom.
Niespodziewanie w 18 stycznia 1650 roku Kondeusz, Conti i Longueville zostali aresztowani i osadzeni w więzieniu w Hawrze. Królowa regentka obawiała się, że wpływy Kondeusza mogłyby zagrozić jej panowaniu. Aresztowania miały objąć większą liczbę osób związanych z tzw. frondą książąt, między innymi Turenne’a, któremu jednak udało się zbiec. Do intensywnej akcji na rzecz uwolnienia więźniów przystąpiły teraz ich żony i kochanki – żona Kondeusza domagała się od parlamentu paryskiego, aby przestrzegał obowiązującego prawa, że nikt nie może być aresztowany bez sądu, a jego siostra, księżna de Longueville, rozpoczęła pertraktacje z Hiszpanami o interwencję wojskową. Księżna de Condé udała się do Bordeaux, gdzie uzyskała dla swych żądań uwolnienia więzionych poparcie tamtejszego parlamentu, zdołała też zebrać trochę wojska. Zabiegi te zbiegły się w czasie z nasileniem działań nowej frondy i pod ich wpływem w lutym 1651 więźniowie zostali zwolnieni. Wkrótce jednak również arystokracja odwróciła się od Kondeusza i jedynym jego oparciem stali się Hiszpanie. W sierpniu 1651 roku doszło do wojny domowej, której głównym epizodem była bitwa między wojskami Turenne’a i Kondeusza, zakończona porażką tego ostatniego. Pobity Kondeusz szukał schronienia w Paryżu, który znów przeżywał oblężenie. W sierpniu 1652 roku Kondeusz uciekł do Hiszpanii i stanął na czele wojsk walczących z Francją. Mimo pewnych sukcesów na początku walk, w bitwie pod Dunkierką 14 czerwca 1658 roku został pobity przez Turenne’a, a wynik bitwy przesądził o zawarciu rok później pokoju pirenejskiego. W nagrodę za okazaną pomoc Hiszpanie chcieli przekazać Kondeuszowi księstwo Luksemburg, lecz ten odmówił – w styczniu roku 1660 uzyskał ze strony młodego Ludwika XIV królewskie przebaczenie i mógł bezpiecznie wrócić do swego majątku. Prawdopodobnie król wolał mieć niesfornego wasala pod bokiem niż za granicą.

## Powrót do łask
Po upadku Frondy i stłumieniu przez Mazariniego opozycji arystokratycznej Kondeusz zaakceptował wyznaczoną mu rolę wiernego poddanego. Minęło jeszcze jednak kilka lat zanim w pełni odzyskał zaufanie królewskie, spędził je w swych dobrach w Chantilly otoczony artystyczną i intelektualną elitą swoich czasów – na jego dworze bywali Molier, Racine, Boileau, La Fontaine, Nicole, Bourdaloue i Bossuet.

### Sprawa polska
W roku 1669 wynikła sprawa kandydatury Kondeusza do tronu polskiego. W wyniku negocjacji między Ludwikiem XIV a stronnictwem profrancuskim w Polsce, do którego należał między innymi Jan Sobieski, doszło do wysunięcia kandydatury najpierw syna Kondeusza, a następnie jego samego na króla Polski. W zamysłach polityków francuskich elekcja wodza na tron Polski miała spowodować otoczenie Austrii sojusznikami Francji – Polską i być może Turcją, po domniemanym zbliżeniu obu tych krajów. Niechętna magnaterii szlachta odrzuciła jednak tę kandydaturę, gdy ujawnione zostały plany magnatów.
Ponowna szansa pojawiła się pięć lat później, po śmierci Michała Korybuta Wiśniowieckiego. Tym razem Kondeusz został po zakulisowych rozmowach zmuszony przez Ludwika XIV, który ostatecznie wsparł Jana Sobieskiego, do wycofania swej kandydatury.

### Dalsze kampanie i śmierć
W okresie między elekcjami w Polsce Kondeusz został w pełni przywrócony do łask i był obok Turenne’a głównodowodzącym wojsk francuskich w rozpoczętej w roku 1672 wojnie z Holandią. Podczas forsowania Renu został ranny, co nie przeszkodziło mu w sprawowaniu dowództwa podczas walk z wojskami cesarza w Alzacji. Rok później ponownie walczył w Niderlandach, a w 1674 dowodził w jednej z krwawszych bitew XVII stulecia pod Seneffe, gdzie ubito pod nim trzy konie. W roku 1675 podczas walk nad Renem objął główne dowództwo po zmarłym Turrenne’ie i udało mu się powstrzymać inwazję armii cesarskiej na Francję. Była to ostatnia kampania wojenna Kondeusza – zmęczony i schorowany złożył dowództwo i wrócił do Chantilly, gdzie spędził ostatnie jedenaście lat życia.
W tym okresie wiele czasu spędzał z Nicolem, Bourdalouem i Bossuetem poświęcając się jednocześnie praktykom religijnym. Zachorował podczas pobytu dworu w Fontainebleau i tamże zmarł w wieku 65 lat, gdy dwór już powrócił do Wersalu.